# اورخوفو-زویفو
شهر اورخوفو-زویفو (به روسی: Орехово-Зуево) در کشور روسیه و در اوبلاست مسکو واقع شده‌است.